# Manuel de vol
Un manuel de vol d'aéronef (AFM pour Aircraft Flight Manual en anglais) est un document — papier ou électronique — contenant les informations nécessaires à l'exploitation d'un aéronef d'un certain type ou d'un aéronef particulier de ce type. Chaque manuel de vol correspond donc à un aéronef spécifique. Cependant, les aéronefs du même type disposent naturellement de manuels de vol très similaires.
Les informations contenues dans un manuel de vol font également référence à des données techniques de navigabilité.

## Contenu

### Points traités
Un manuel de vol typique contient les éléments suivants : limitations d'utilisation, procédures d'utilisation normales/anormales/d'urgence, données de performances et informations de chargement.
Un manuel de vol aborde souvent les points suivants :
- vitesses caractéristiques ;
- masse brute de l'aéronef ;
- masse maximale au décollage ;
- poids à vide du fabricant ;
- limites du centre de gravité ;
- distance de décollage ;
- distance d'atterrissage.

### Format et plan
À l'origine, un manuel de vol suivait le format et le plan que le fabricant jugeait appropriés. 
Aujourd'hui, il se doit de respecter un format standard et ses différents chapitres suivent le plan suivant :
1. Général
2. Limites
3. Procédures d'urgence
4. Procédures normales
5. Performance
6. Masse et centrage/liste d'équipement
7. Description des systèmes
8. Manipulation, entretien et maintenance
9. Suppléments